# Pierre Daussy
Pour les articles homonymes, voir Daussy.
Pierre Daussy (Paris, 8 octobre 1792 - Paris, 5 septembre 1860) est un ingénieur hydrographe français.

## Biographie
Fils d'un père ingénieur de la marine, il entre en août 1808 à l’École des ingénieurs hydrographes et travaille en 1811-1812 aux levés des côtes de la mer du Nord, de l'Escaut à l'Elbe et à Lübeck, sous les ordres de Beautemps-Beaupré puis, à partir de 1814, aux levés des côtes de France.
Ingénieur (janvier 1819), il devient ingénieur en chef en avril 1829 et entre au Bureau des longitudes en 1839.
On lui doit de nombreux travaux sur les marées et les chronomètres ainsi qu'une Table des positions géographiques des principaux lieux du globe (1843).
Élu à l'Académie des sciences en avril 1855, directeur du Dépôt des cartes et plans de la Marine, il devient président de la Société de géographie de Paris et prend sa retraite en décembre 1852.

## Œuvres
- Mémoire descriptif de la route de Téhéran à Meched et de Meched à Iezd, reconnue en 1807 par M. Truilhier, suivi d'un mémoire sur les observations faites en 1807 par le capitaine Truilhier, dans son voyage en Perse, 1841
- Expédition à la recherche de sir John Franklin et des équipages des navires l' Érébus et la Terror , 1851
- Voyage en Turquie et en Perse, 3 vol, 1854-1860